# Chambœuf (Côte-d'Or)
Chambœuf is een gemeente in het Franse departement Côte-d'Or (regio Bourgogne-Franche-Comté) en telt 268 inwoners (1999). De plaats maakt deel uit van het arrondissement Dijon.

## Geografie
De oppervlakte van Chambœuf bedraagt 11,2 km², de bevolkingsdichtheid is 23,9 inwoners per km².
De onderstaande kaart toont de ligging van Chambœuf (Côte-d'Or) met de belangrijkste infrastructuur en aangrenzende gemeenten.

## Demografie
Onderstaande figuur toont het verloop van het inwonertal (bron: INSEE-tellingen).